# These Animal Men
These Animal Men fue un grupo musical inglés que llegó a alcanzar cierta fama en los la década de 1990.

## Historia
These Animal Men se formó en Brighton alrededor de 1990, y firmó con Hut Records, una filial de Virgin Records, en 1993. Obtuvieron cierta notoriedad gracias a sus primeros sencillos, en los que aparecían referencias a varias drogas, tanto en sus letras como en las carátulas de sus trabajos. Tras un periodo de tres años, en el que únicamente produjeron el EP Taxi for These Animal Men, volvieron en 1997 con su segundo disco, Accident and Emergency. 
A pesar de las dificultades que tuvieron durante la grabación de su segundo disco, recibieron elogios de la crítica. Sin embargo tuvieron muy poco éxito comercial, lo que les llevó, en 1998, a disolver el grupo.

## Discografía

### Álbumes
- (Come on, Join) The High Society (1994) - UK No. 62
- Accident & Emergency (1997) - UK No. 192

### Extended plays
- Too Sussed? (1994) - UK No. 39
- Taxi for These Animal Men (1995) - UK n.º 64

### Sencillos
- "Wheelers, Dealers, Christine Keelers" (split release with S*M*A*S*H) (1993)
- "Speeed King" (1994) - UK No. 95
- "You're Not My Babylon" (1994) - UK No. 77
- "This Is the Sound of Youth" (1994) - UK No. 72
- "Life Support Machine" (1997) - UK No. 62
- "Light Emitting Electrical Wave" (1997) - UK No. 72

### Demo
- Are You Inexperienced? E.P. (1993)

## Miembros
- Alexander Boag - voz, guitarra
- Julian Hewings (conocido como Hooligan) - coros, guitarra
- Patrick Murray - bajo
- Steve Hussey (hasta 1996) - batería
- Craig Warnock (desde 1996) - teclados
- Rob Hague (desde 1996) - batería